# Deeper Underground
«Deeper Underground» es una canción del grupo británico de acid jazz Jamiroquai incluida en la banda sonora de la película de 1998, Godzilla y aparece como pista oculta en su álbum Synkronized de 1999. La canción se convirtió en un éxito en varios países, logrando en su natal Inglaterra, el número uno del UK Singles Chart, siendo su primer y único sencillo de la banda en alcanzar esta condición .

## El vídeo
Dirigida por Mike Lipscombe, el video fue producido para "Deeper Underground" se utilizó para promocionar la película Godzilla. Parcialmente filmada en el Teatro del estado de Grays, el vídeo comienza en una película que se proyecta Godzilla en 3D, los espectadores equipados con gafas para observar películas 3D. Cuando en la pantalla de cine se muestra a Godzilla caminando en el océano, una de las patas del monstruo sale de la pantalla, que hace añicos el lugar, y el cine se inunda. Se desencadena el caos y los espectadores tratan de salir del cine, mientras que Jay Kay baila saltando sobre los asientos del auditorio. Fuera del cine, ahora completamente aparte se muestra un escenario apocalíptico, dando a entender que Godzilla ha estado allí.

## Lista de canciones
Reino Unido – CD1 (666218 2)
1. «Deeper Underground» (radio edit) – 3:33
2. «Deeper Underground» (The Metro Mix) – 6:59
3. «Deeper Underground» (instrumental) – 4:44

 Reino Unido – CD2 (666218 5)
1. «Deeper Underground» – 4:44
2. «Deeper Underground» (The Ummah Mix) – 5:01
3. «Deeper Underground» (S-Man Meets Da Northface Killa Dub) – 9:02

 Reino Unido – 12" (665904 6)
1. «Deeper Underground» (S-Man Meets Da Northface Killa Dub) – 9:02
2. «Deeper Underground» (The Ummah Mix) – 5:01
3. «Deeper Underground» (The Metro Mix) – 6:59
4. «Deeper Underground» (radio edit) – 3:33

## Posicionamiento en listas y certificaciones
| Lista (1998)                          | Mejor posición |
| ------------------------------------- | -------------- |
| Alemania (Media Control AG)           | 30             |
| Australia (ARIA)                      | 46             |
| Austria (Ö3 Austria Top 40)           | 28             |
| Bélgica (Flandes) (Ultratop 50)       | 49             |
| Bélgica (Valonia) (Ultratop 50)       | 20             |
| Estados Unidos (Hot Dance Club Songs) | 22             |
| Finlandia (OFC)                       | 8              |
| Francia (SNEP)                        | 24             |
| Irlanda (IRMA)                        | 9              |
| Italia (FIMI)                         | 4              |
| Nueva Zelanda (Recorded Music NZ)     | 33             |
| Países Bajos (Dutch Top 40)           | 19             |
| Reino Unido (UK Singles Chart)        | 1              |
| Suecia (Sverigetopplistan)            | 44             |
| Suiza (Schweizer Hitparade)           | 9              |

| País        | Organismo certificador | Certificación  | Ref.   |
| ----------- | ---------------------- | -------------- | ------ |
| Reino Unido | BPI                    | Disco de Plata | [ 17 ] |

#### Sucesión en listas
| Anterior: «Freak Me» de Another Level | UK Singles Chart — Sencillo Nro 1 19 de julio de 1998 — 26 de julio de 1998 | Siguiente: «Viva Forever» de Spice Girls |